# Separate Ways (Worlds Apart)
«Separate Ways (Worlds Apart)» es una canción interpretada por Journey, grabada para su octavo álbum Frontiers y lanzada como sencillo en enero de 1983. Alcanzó el número ocho durante seis semanas consecutivas en la lista Billboard Hot 100 y estuvo cuatro semanas en el número uno de la lista Top Tracks. La canción también es conocida por su uso en la película Tron: Legacy y en la cuarta temporada de la serie Stranger Things.
Para acompañar la canción en MTV, la banda rodó su primer vídeo conceptual, siendo grabado en Nueva Orleans (Luisiana).

## Trasfondo y composición
La canción fue escrita y compuesta en 1982 durante la gira Escape. No se sabe con exactitud cuándo se interpretó por primera vez en directo. Algunas fuentes afirman que la primera interpretación en directo de la canción fue ese mismo año, en el concierto Day on the Green, donde el cantante Steve Perry dijo al público: «Acabamos de escribir esta canción hace unas dos semanas». Sin embargo, existen grabaciones piratas de actuaciones de al menos un mes antes en el Rosemont Horizon de Chicago, donde Perry también dice que la canción tenía dos semanas.
Hubo algunas diferencias menores en la letra en este debut en directo en comparación con la versión final que se encuentra en Frontiers. En una entrevista de 2008, el guitarrista Neal Schon recordó la primera vez que se tocó en directo:

«No importa dónde pongamos esta canción porque siempre ha tenido un fuerte efecto en el público, desde la primera vez que la tocamos, antes incluso de que se grabara. La compusimos durante la gira y la metimos en el repertorio para ver qué tal. El público reaccionó de forma increíble sin saber siquiera de qué se trataba».

«Normalmente no escribimos canciones con tanta antelación a un álbum», observó Jonathan Cain, teclista de la banda, según le citó Andy Secher en su artículo "Adventures in Frontierland", publicado en el número de junio de 1983 de la revista Hit Parader. «Pero en aquella ocasión, Steve [Perry] y yo estábamos trabajando una idea entre bastidores y todo cuajó. Él estaba trabajando en un bajo y yo tenía una guitarra, y simplemente elaboramos la melodía esa noche y la letra la tarde siguiente. A veces tienes suerte y una canción surge así».
Schon dijo que la canción era, como muchas otras canciones de la banda, «Motown mezclada con R&B y blues... de ahí viene más o menos Separate Ways. Tiene una guitarra más pesada que una canción de R&B, pero creo que eso es lo que la hace sonar como Journey».
Cain dijo lo mismo en 1983:

«Queríamos escribir algo rítmico y a la vez tener una melodía fuerte e inquietante. Necesitábamos un ritmo principal que pasara por el sintetizador y Steve Smith diseñó ese tipo de ritmo de batería para que todo respirara. Es una vuelta a nuestras raíces y al sonido Motown. Steve [Perry] siempre ha escuchado muchos discos de la Motown, canciones con un fuerte estribillo. Canciones que sonaban realmente urgentes, pero que seguían teniendo ritmo y melodía».

## Videoclip
El vídeo musical de Separate Ways fue el primer sencillo para el que la banda rodó un vídeo coreografiado: los vídeos anteriores eran actuaciones grabadas y editadas, ampliado con Faithfully para incluir un montaje de la banda de gira rodado por un equipo de NFL Films. Steve Perry se había opuesto rotundamente a hacer un vídeo coreografiado. «Siempre decía: 'Somos artistas, somos animadores, pero no somos actores'», recuerda Cain. «Y no éramos un grupo muy fotogénico».
En el vídeo, que utilizaba la versión más corta del single, la banda interpreta la canción mientras una joven con chaqueta blanca y falda de cuero negro camina por el muelle. En algunos momentos, Perry y los demás miembros de la banda actúan junto a ella y parecen cantarle, pero ella permanece ajena. Al final, se la ve en una cama, con los auriculares puestos. John Diaz, el productor, explica que la idea era que ella hubiera soñado el vídeo después de quedarse dormida mientras escuchaba la canción. «Nuestros conceptos eran tan inanes».
El vídeo es ahora tristemente célebre por las escenas en las que la banda finge tocar instrumentos inexistentes, aunque también tocan sus instrumentos reales (incluido Cain tocando su Roland Jupiter-8 «up-the-wall»). Cuenta con más de 50 movimientos de cámara con coreografía de Columbia Records Art and Creative Services.
Se dice que el primer día de rodaje soplaba una brisa fría en el río Misisipi, junto al embarcadero. Esto dificultó aún más el rodaje para la banda y para Perry, a quien se le vio refugiarse en su caravana para entrar en calor. Esta situación se complicó por la presencia en el plató de la entonces novia de Perry, Sherrie Swafford. No sólo se había dicho a la banda que no podían llevar esposas o novias al rodaje, sino que los demás miembros odiaban a Swafford y su efecto sobre Perry, lo que creó una tensión considerable. Al parecer, estaba muy celosa de la joven que aparecía en el vídeo, la modelo local Margaret Olmstead, y no paraba de exigir que la sacaran de él. «Hubo una gran sesión de pataleos y gritos», recordó Cain más tarde. «Sherrie se lo hacía pasar muy mal a Steve con esa chica». Perry también acababa de cortarse el pelo, lo que a Cain le parecía inexplicable ya que el peinado anterior del cantante había sido «rockero».
«He aquí una banda en su apogeo comercial», dice Adam Dubin, director de muchos vídeos bien recibidos, »y algún idiota decide filmarlos en un muelle y -aquí viene lo peor- en lugar de darles instrumentos, les deja hacer mímica tocando instrumentos imaginarios. Habría que fusilar al director. Y el director debería ser fusilado por permitir que su banda se viera en esa situación».
Una década más tarde, el vídeo fue duramente criticado en la serie animada de la MTV Beavis and Butt-Head, en la que los personajes principales, a los que Mike Judge ponía voz, opinaban que el vídeo «apestaba» y era «horrible», y ridiculizaban el sentido de la moda de Perry y Schon. Esto molestó mucho a Cain, ya que pensaba que los vídeos de Journey habían ayudado a crear la MTV. En 1999, MTV lo incluyó en el puesto 13 de su lista de los 25 peores vídeos de todos los tiempos.
«No sé cómo explicar ese vídeo», dice Cain. «Nunca olvidaré esos teclados de aire. No importa lo demás que haya hecho en mi carrera, tarde o temprano la gente encuentra la forma de preguntarme por el vídeo Separate Ways».

## Versión deStranger Things
Para la cuarta temporada de la serie de televisión Stranger Things, que ha utilizado canciones de los años 80 en su banda sonora, Bryce Miller y Alloy Tracks remezclaron la canción. Steve Perry, un fan de la serie, escuchó la remezcla y les dijo a Miller y Troy MacCubbin lo mucho que le gustaba. Perry declaró a Variety: «Me quedé estupefacto de lo genial que era». Poco después, Perry sugirió una versión extendida en la que trabajó con Miller.

## Posición en listas
| Listas (1983-1984)                      | Posición más alta |
| --------------------------------------- | ----------------- |
| Australia (Kent Music Report)           | 93                |
| Canadá (The Record Top Singles)         | 11                |
| Canadá (RPM Top Singles)                | 11                |
| Estados Unidos (Billboard Hot 100)      | 8                 |
| Estados Unidos (Mainstream Rock Tracks) | 1                 |
| Estados Unidos (Cashbox Top 100)        | 9                 |
| Sudáfrica (South African Singles Chart) | 17                |